# Standortübungsplatz Oberhinkofen
Standortübungsplatz Oberhinkofen este o arie protejată (arie specială de conservare — SAC, sit de importanță comunitară — SCI) din Germania întinsă pe o suprafață de 529,78 ha, integral pe uscat.

## Localizare
Centrul sitului Standortübungsplatz Oberhinkofen este situat la coordonatele 48°56′47″N 12°07′40″E / 48.9464°N 12.1278°E.

## Înființare
Situl Standortübungsplatz Oberhinkofen a fost declarat sit de importanță comunitară în noiembrie 2004 pentru a proteja 2 specii de animale. Situl a fost protejat și ca arie specială de conservare în aprilie 2016.

## Biodiversitate
Situată în ecoregiunea continentală, aria protejată nu include niciun habitat protejat.
La baza desemnării sitului se află mai multe specii protejate de  amfibieni (2): izvoraș-cu-burta-galbenă (Bombina variegata), triton cu creastă (Triturus cristatus).